# Фердінанд Маршалл
Фердінанд Маршалл (нім. Ferdinand Marschall, 19 лютого 1924, Тімішоара, Румунське королівство — 14 листопада 2006, Вальдцель, Австрія) — австрійський футбольний арбітр.

## Суддівська кар'єра
Фердінанд Маршалл відсудив 180 матчів австрійського чемпіонату 1948—1972 рр., міжнародні ігри під егідою ФІФА 1954—1972 рр.
Маршалл обслуговував один матч чемпіонату світу 1970 року, а також ігри чемпіонату Європи 1972 року. У 1972 році йому довірили судити фінальну гру між збірними ФРН та СРСР.
Після закінчення кар'єри арбітра з 1981 по 1996 роки обіймав посаду голови арбітражної комісії Австрійського футбольного союзу.